# 新乐乡 (虎林市)
新乐乡，是中华人民共和国黑龙江省鸡西市虎林市下辖的一个乡镇级行政单位。

## 行政区划
新乐乡下辖以下地区：
兴隆村、新乐村、新民村、富荣村、连山村、永平村和双跃村。